# Klaus Glahn
Klaus Glahn, född den 23 mars 1942 i Hannover, Tyskland, är en tidigare västtysk judoutövare.
Han tog OS-brons i herrarnas öppna viktklass i samband med de olympiska judotävlingarna 1964 i Tokyo.
Han tog OS-silver i herrarnas tungvikt i samband med de olympiska judotävlingarna 1972 i München.